# Фалта, Ладислав
Ладислав Фалта (чеш. Ladislav Falta; 30 января 1936, Опочно — 18 декабря 2021) — чехословацкий стрелок, выступавший в соревнованиях по стрельбе из пистолета. Серебряный призёр Олимпийских игр 1972 года.

## Карьера
Чехословацкий стрелок, серебряный призёр Олимпийских игр 1972 года в Мюнхене. Специализировался на стрельбе из пистолета. Выступал на Олимпийских играх 1964 года в Токио (9 место) и 1968 года в Мехико (10 место). Также в его активе 2 титула чемпиона мира и 6 золотых медалей европейских чемпионатов. После окончания спортивной карьеры стал тренером, в качестве тренера сборной был на трёх Олимпиадах: 1976 года в Монреале, 1980 года в Москве и 1988 года в Сеуле.

## Достижения
- Серебряный призёр Олимпийских игр 1972 года в Мюнхене (скоростной пистолет)
- 2-кратный чемпион мира 1970 года в Финиксе (в команде)
- Серебряный призёр чемпионата мира 1970 года в Финиксе (скоростной пистолет)
- 2-кратный бронзовый призёр чемпионатов мира (в команде)
- 6-кратный чемпион Европы (3 золота в команде и 3 личных золота: Пльзень 1969 — стандартный пистолет и пистолет центрального боя, Зуль 1971 — скоростной пистолет)
- 2-кратный серебряный призёр чемпионатов Европы (в команде)
- Бронзовый призёр чемпионатов Европы 1969 года в Пльзене (скоростной пистолет)